# Всемирная иллюстрация
«Всеми́рная иллюстра́ция» — русский еженедельный иллюстрированный, умеренного буржуазно-либерального направления, художественно-литературный журнал, один из самых популярных среди иллюстрированных изданий второй половины XIX столетия в Российской империи. Издавался в Санкт-Петербурге в книгоиздательстве Германа Гоппе с 1869 по 1898 гг. объёмом в 2 печатных листа и общим тиражом до 10 000 экз. Редакция помещалась в Санкт-Петербурге, ул. Садовая 22 (16 по старой нумерации). Печатался в петербургской Типографии императорских СПб. театров Эдуарда Гоппе по адресу: Вознесенский пр., № 53. В Москве отделение конторы находилось на Кузнецком Мосту, дом Гагарина, при книжном магазине А. Ланга.
Еженедельник, созданный по аналогии с первым в мире британским иллюстрированным еженедельником «Иллюстрированные лондонские новости» (The Illustrated London News; с 1842), прусским (затем немецким) первым и самым успешным иллюстрированным семейным журналом «Беседка» (нем. Die Gartenlaube; с 1853), ведущим во Франции в XIX века иллюстрированным еженедельником «Иллюстрированный мир» (Le Monde Illustré; с 1857), был рассчитан на массового читателя и должен был служить иллюстрированным описанием современной жизни. «Всемирная иллюстрация», как и все издания этого направления второй половины XIX — начала XX в., является предшественницей современных иллюстрированных и научно-популярных журналов.

## Предпосылки и история создания
«Всемирная иллюстрация» возникла на волне монументальных преобразований первых лет царствования Александра II, создавших новые условия для промышленного развития книжного дела. Этому способствовало также и расширение читательской среды за счёт изменившегося социального облика читателя, обусловленного становлением капитализма в России с его стремлением к расширению хозяйственно-экономических связей и стиранию сословных перегородок.
Несмотря на существовавший в России и принятый ещё 21 июля 1804 года, самый либеральный первый цензурный устав, который разрешал почти всё, но не оговаривал критерии дозволенности и запрета; закрытие по воле Александра II Высшего цензурного комитета (3 декабря 1855 года) и новый четвёртый цензурный устав 1865 года вызвали к жизни огромное количество газет и журналов в Петербурге, Москве, других крупных губернских городах и в провинции. Только в одном Петербурге в 1860 году возникло вновь 43 газетно-журнальных издания.
Эта своеобразная «волна» вновь открывавшихся печатных органов была обусловлена тем, что после реакционного режима Николая I, ставшего для России символом авторитаризма, разгула бюрократии, полного подавления личности, «страшилищем для всех прогрессивных слоёв европейского общества» (по выражению известного историка Е. В. Тарле), и соответствовавшего ему жесточайшего контроля над печатью, в стране наступила некая демократическая полоса, своеобразная либеральная «весна». Обществу, в лице его мыслящей части, требовалось после долго молчания высказаться по наиболее острым проблемам как текущей жизни страны, так и по вопросам её будущего развития в связи с начавшимися в России крупномасштабными реформами.
Под влиянием новых веяний стала исчезать прежняя подозрительность, искавшая выход в запрещении всего оригинального и подлинного. Заканчивалась эпоха нераздельного господства литературы лести и доноса. Печать получила возможность более прямо и откровенно говорить о нуждах народа и общества, сослужив тем самым Отчизне великую службу.

## Издатель, издание, приложения
Основателем и издателем еженедельного журнала «Всемирная иллюстрация» был Г. Д. Гоппе (1836—1885), немецкий книгоиздатель, переехавший в 1861 году из Вестфалии в Россию. Это имя стоит одновременно в ряду с другими известными немецкими издателями, создавшими в России в 60-70-е годы XIX в. крупные издательские фирмы: А. Ф. Маркс, К. Д. Риккер, В. Е. Генкель, О. О. Гербек, общество «Герольд», — влияние которых распространялось на весь российский книжный рынок.
С 1866 года началась издательская деятельность Г. Д. Гоппе. В 1867 году в его издательстве стал выходить известный «Всеобщий календарь» и периодическое издание «Моды и новости», переименованное вскоре в «Модный свет» (1868—1883). Успех этих изданий побудил Германа Гоппе к изданию «тонкого» массового журнала для семейного чтения под названием «Всемирная иллюстрация» по типу подобных иллюстрированных журналов за границей. Иллюстрированные журналы, тематика которых находилась вне политических интриг и склок, в силу лёгкости восприятия и образности материала, оперативности выпуска, дешевизны были более доступны широкому читателю, чем т. н. «толстые» журналы.
По плану Гоппе основной объём журнала был отдан чёрным-белым гравюрным иллюстрациям, которые должны были отражать настоящий ход политической и общественной жизни в России и главные события за рубежом. Для получения иллюстраций высокого качества Гоппе широко пользовался работами лучших русских гравёров, печатание гравюр, однако, производил в Париже.
Текст в первые годы выполнял вспомогательную роль и служил исключительно разъяснению иллюстраций. Впоследствии была введена беллетристика, которая в 1889 году была выделена в особый журнал «Труд», выходивший два раза в месяц и в котором публиковались не только произведения массовой беллетристики, но и сочинения ведущих русских писателей.
Вместе с тем, литературные произведения появились и на страницах и «Всемирной иллюстрации». Литературным отделом в разные годы в журнале заведовали: в 1869—1871 гг. — Д. В. Аверкиев, в 1871—1875 гг. — К. К. Случевский, в 1875—1885 гг. — В. П. Попов, в 1885 г. — И. Л. Феннер, в 1885—1887 гг. — А. И. Леман, в 1887—1891 гг. — Ф. Ф. Александров при участии И. Л. Феннера и П. В. Быкова, с 1891 года П. В. Быков.
В работе отдела литературы также принимали деятельное участие: Н. Н. Каразин, В. В. Крестовский, М. А. Загуляев, А. В. Эвальд, С. Н. Шубинский, М. Г. Вильде, Я. П. Полонский, В. И. Немирович-Данченко и др.
Отделом иллюстраций в 1885—1887 гг. заведовал Л. Е. Дмитриев-Кавказский, а с 1887 года — К. О. Брож. В 1870-х гг. музыкальный отдел журнала возглавлял М. И. Сариотти (Сироткин), известный артист оперы (один из ведущих басов Мариинской сцены), драмы и музыкальный критик (печатался под псевдонимом М. С.).
В 1885 году после неожиданной смерти основателя журнала Гоппе издательские права перешли к его супруге А. П. Гоппе, а редактором стал числиться Э. Д. Гоппе, его брат и владелец широко известной типографии.
Многие выдающиеся события послужили поводом к изданию особых приложений к журналу (в настоящее время — раритетных изданий), из которых составились сборники: «Альбом 200-летнего юбилея императора Петра Великого», текст П. Н. Петрова и С. Н. Шубинского (1872), «Альбом русских народных сказок и былин» (1875) (текст П. Н. Петрова), «Иллюстрированная хроника войны» (1877—1878), «Всероссийская художественно-промышленная выставка в Москве» (1882), «Венчание русских государей на царство. Начиная с царя Михаила Федоровича до императора Александра III.» (1883).

#### Иллюстрации из альбома «Иллюстрированная хроника войны». Русско-турецкая война (1877—1878)
- Отправление первого санитарного поезда. 8 мая 1877. 
 Гравюра, 1877
- Приезд императора Александра II в Плоешты. Первые числа июня 1877. Гравюра, 1877
- Встреча русских войск в г. Тырново. 25 июня 1877. Гравюра, 1877
- Взятие крепости Никополь. 4 июля 1877. Гравюра, 1877

## Направления деятельности
Читателей журнала «Всемирная иллюстрация», состоявших большей частью из среды городского и сельского мещанства, духовенства, чиновничества, купечества и мелкой интеллигенции, необходимо было завоёвывать в острой конкурентной борьбе с другими иллюстрированными, не менее авторитетными, изданиями.
В журнале помещались фотографии на различные сюжеты, печатались репродукции с картин русских и иностранных художников, иллюстрации исторических и текущих событий, биографии знаменитых деятелей культуры, статьи по археологии, краеведению, естествознанию, географии, спорту (журнал вёл постоянный отдел шахмат), педагогике, информация о всех сторонах жизни столицы.
Журнал явился пионером создания военного фоторепортажа в России, осуществляя поэтапную съёмку хода русско-турецкой войны 1877—1878 гг. по освобождению Болгарии от Османского ига. Это крупное историческое событие не могло никого в России оставить безучастным, поэтому неслучайно журнал, помимо обычных репортёров хроники, отправил на театр военных действий восемь своих корреспондентов-фотографов.

#### Иллюстрации из альбома «Венчание русских государей на царство» (1883)
- Венчание на царствие Ивана и Петра Алексеевичей. 25 июня 1682.  
Гравюра по рисунку К. Броже. Начало 1880-х гг.
- Большой Государственный герб Российской империи. 1882—1917.  
Гравюра. 1882
- Венчание на царствие Александра II и Марии Александровны. 26 августа 1866. Возложение венца на императрицу.  
Гравюра. Начало 1880-х гг.

## Авторский состав
С журналом сотрудничали многи известные деятели литературы и искусства: писатели, поэты и журналисты — А. П. Чехов, В. В. Вересаев, К. К. Случевский, В. П. Желиховская, А. И. Леман, А. А. Коринфский, Е. А. Краснова, А. Ф. Иванов-Классик, Я. П. Полонский, В. И. Немирович-Данченко и др.; художники-иллюстраторы: И. К. Айвазовский, А. П. Боголюбов, А. М. Васнецов, В. И. Суриков, И. И. Шишкин, Л. Ф. Лагорио, Н. Н. Каразин, Г. Бролинг, А. К. Беггров, Н. К. Рерих, А. Ф. Афанасьев, П. Ф. Борель, А. Е. Архипов и др. — всего около 50 художников.
На нужды журнала работали 12 гравёрных мастерских, в составе которых трудились известные гравёры Л. А. Серяков, В. В. Матэ, И. И. Матюшин, А. Зубчанинов, Э. Даммюлер, Б. Брауне, А. Даугель, К. Веймарн, Ю. Барановский, Г. Диамантовский, И. Н. Павлов и др.
Среди фотографов журнала — А. К. Федецкий, один из самых известных фотографов России конца XIX — начала XX века, чьи работы удостаивались многочисленных наград на отечественных и международных фотовыставках, К. А. Фишер, известный в Москве фотограф и владелец фотоателье, специализирующегося на портретной, театральной, хроникальной и архитектурной съёмке; один из основателей и членов Русского фотографического общества (с 1894) и многие др.
Крупнейший российский шахматный отдел в журнале с 1869 года редактировал уже на склоне своих лет выдающийся русский шахматист, представитель комбинационной школы, талантливый журналист и один из самых известных в мире авторов т. н. «символических шахматных задач» И. С. Шумов, автор первой в России книги по шахматной композиции (Петербург, 1867), получившей мировое признание как своего рода художественное произведение. Пропаганде шахмат служили и сочиненные им изобразительные задачи, задачи-шутки, связанные с определёнными историческими и политическими событиями. После смерти Шумова в 1881 году эту колонку продолжал вести до 1898 года другой выдающийся русский шахматист Михаил Чигорин.
Журнал создал высококачественную и хорошо оснащённую полиграфическую базу, на которой в дальнейшем издательством Г. Д. Гоппе выпускались подарочные альбомы и календари.

## Ведущие иллюстрированные журналы России конца XIX — начала XX веков
С середины XIX в. в России шло интенсивное развитие «тонких» еженедельных иллюстрированных литературных журналов. Родоначальником их был журнал «Иллюстрация» (1845—1849) Н. В. Кукольника. Наиболее распространенными из «тонких» развлекательных журналов последующего времени, рассчитанных для досуга массового читателя, были «Русский художественный листок» В. Ф. Тимма (1851—1862), «Иллюстрация» (1858—1863), «Нива» А. Ф. Маркса (1870—1917), «Живописное обозрение» (1872—1902, 1904—1905), «Иллюстрированный мир» (1879—1896), «Родина» А. А. Каспари (1879—1917), «Север» Вс. С. Соловьёва (1888—1914), «Огонёк» (1879—1883, 1899—1918), «Всемирная панорама» (1909—1918), «Синий журнал» М. Г. Корнфельда (1910—1917), «Всемирная новь» (1910—1917), «Солнце России» (1910—1917), «Всемирная иллюстрация» (1912—1916), «Лукоморье» (1914—1917) и др..
В литературных приложениях к ним, издававшихся в виде самостоятельных ежемесячных «тонких» журналов (они иногда выделялись в самостоятельное издание, как журнал «Труд» (1889—1896), публиковались не только произведения массовой беллетристики, но и сочинения ведущих русских писателей.

## Значение
Журнал успешно издавался около 30 лет и прекратил своё существование лишь вместе со смертью своего основателя. За это время «Всемирная иллюстрация» претерпела как в художественном, так и в литературном отношении значительную эволюцию, оставаясь все эти годы журналом семейным, журналом «всесословным», равно ориентирующимся на все классы общества, от крестьянина и ремесленника до особ царствующей фамилии.
Будучи доступным по цене еженедельным журналом для семейного чтения, он одновременно выполнял просветительскую и воспитательную роль для семей с невысоким материальным и культурным достатком, занятых повседневным трудом и не имеющих возможности уделять много времени и средств на культурные цели. Журнал стал для многих местом общения, где помимо хроники событий отечественной и мировой жизни, каждый член семьи находил не только материалы общего характера, но и то, что отвечало непосредственно его интересам и вкусам, что возбуждало его любопытство и расширяло кругозор.

## Комментарии
1. ↑  «Чугунный» цензурный устав 1826 — второй цензурный устав был составлен в 1826 году А. С. Шишковым, министром духовных дел и народного просвещения в 1824—1828 гг., с переизбытком строгих руководящих правил и усложнённой структурой цензурного аппарата. По мнению тайного советника графа С. С. Уварова, был «очень неудобен для практики». В целом, характер этого документа, принятого 10 июня 1826 года, получил устами современников точное определение: его назвали «чугунным», ярко характеризуя своим названием всю цензурную политику николаевской эпохи. Действовал он чуть более года и был заменён утверждённым Николаем I 22 апреля 1828 года третьим цензурным уставом, не имевшим крайностей «чугунного». Цензурный устав 1828 года служил долгие годы, фактически до 60-х годов, законным руководством для цензурного аппарата страны.
2. ↑  Александр II выступил в 1857 году перед предводителями дворянства в Большом Кремлёвском дворце. Он заявил, что «лучше начать уничтожение крепостного права сверху, нежели ждать того времени, когда оно начнет само собою уничтожаться снизу». Император намекал на пугачёвщину и затрагивал весьма животрепещущую тему для помещиков. «Передайте слова мои дворянам для соображения»,— сказал он в конце речи. Ожидалось, что дворяне живо откликнутся на призыв царя, и реформа будет быстро проведена в жизнь. Однако понадобилось долгих четыре года, чтобы выработать общее положение по отмене крепостного права.
3. ↑  Раритет (нем. Rarität, от лат. raritas — редкость), исключительно редкая, ценная вещь; диковина.
4. ↑  Колонка (полигр.) — в периодическом издании — раздел с регулярно выходящими статьями, посвящёнными определённой теме или изложению личного мнения того или иного автора.